# Kuchahalli, Nagamangala
Kuchahalli là một làng thuộc tehsil Nagamangala, huyện Mandya, bang Karnataka, Ấn Độ.